# Марафон (фильм, 1968)
«Марафон» (чеш. Maratón) — чехословацкий военный фильм 1968 года режиссёра фильма Иво Новака.

## Сюжет
События происходят с 5 мая по 9 мая 1945 года.
Фильм следует за двумя отдельными сюжетными линиями.
Во время Пражского восстания молодой чех Руда Стржеха освобождается из тюрьмы гестапо Панкрац. В общей суматохе он знакомится с молодой служанкой Карлой и вместе они пытаются бежать из Праги, окруженной немецкими войсками, но их неизбежно втягивает в водоворот боевых действий.
В тот же день его старший брат Ярда Стржеха, водитель грузовика, как проводник 3-й гвардейской танковой армии генерала Рыбалко, становится свидетелем храбрости и самопожертвования советских солдат в проведении Пражской операции.
Кульминацией истории является освобождение Праги 9 мая 1945 года, но встречи братьев не состоится: Руда с Карлой не дождались этого момента...

У режиссера картины, Иво Новака, к сюжету своей новой картины особое отношение, так как весной 45-го года он сам находился среди участников восстания с камерой в руках.

«Поэтому во время работы над „Марафоном“ я мог воскресить свои личные впечатления и ситуации, свидетелем которых я был и которые помогли мне воссоздать правдивую атмосферу событий».— И. Вагадай - Фильм о боевом братстве // Журнал «Советский экран», № 11, 1968

## В ролях
- Яна Брейхова — Карла Зелинкова
- Яромир Ганзлик — Руда Стреча
- Владимир Меншик — Ярда Стреча
- Карел Хёгер — маршал Рыбалко
- Зденек Штепанек — генерал Шварц
- Петр Костка — Иван Григорьевич Гончаренко, капитан
- Иван Мистрик — сержант Штефан Якубишка
- Святоплук Матыаш — поручик Соукуп
- Радослав Брзобогаты — капитан Шабатка
- Франтишек Петерка — полковник Данилин
- Пршемысл Кочи — советский политрук
- Йозеф Лангмилер — советский начальник Генерального штаба

В эпизодах:
- Богуш Загорский — генерал артиллерии
- Йозеф Ветровец — советский полковник
- Ян Цмирал — советский генерал
- Вит Ольмер — советский пилот
- Штепан Булейко — немецкий полковник
- Ярослав Мареш — немецкий рядовой
- Ян Скопечек — немецкий капрал
- Честмир Ржанда — охранник Матыш
- Ярослав Моучка — охранник Капишта
- Лубомир Костелка — эсэсовец Луцке
- Зденек Крызанек — эсэсовец Рейхерт
- Милош Главица — лейтенант Ковригин
- Власта Храмостова — женщина перед танком
- Иржи Стеймар — старик на балконе
- Мария Брожова — старуха на балконе
- Сватоплук Бенеш — немецкий полковник
- Рудольф Пеллар — адъютант генерала Шварца
- Густав Опоченский — садовник, сокамерник Руди
- Татьяна Вавржинцова — член Гитлерюгенда
- Йорга Котрбова — член Гитлерюгенда
- Ярослав Саторанский — молодой советский офицер
- Любомир Бриг — немецкий майор
- Мирослав Гомола — немецкий адъютант
- Иван Выскочил — капрал Йожка, друг Ярда
- Йозеф Кемр — мужчина в очках раздающий оружие
- Иржи Крампол — радист
- Лацкович, Отто — делопроизовдитель
- Рудольф Елинек — немецкий связист
- Зденек Орнест — немецкий офицер
- Петр Свойтка — советский старшина
- Ладислав Потмешил — советский танкист
- Милош Ваврушка — советский танкист

## Съёмки
Съёмки велись при поддержке Чехословацкой народной армии, главный консультант генерал-полковник Владимир Янко.

## Фестивали и награды
- 1968 — 19-й Кинофестиваль рабочих фильмов (FFP) — показ фильма
- 1968 — Премия имени Вита Неджедли — режиссёру и сценаристу